# Assalonne, Assalonne!
Assalonne, Assalonne! (Absalom, Absalom!) è un romanzo "gotico sudista" dell'autore statunitense William Faulkner, pubblicato per la prima volta nel 1936. 

Ambientato prima, durante e dopo la guerra di secessione americana, è la storia di tre famiglie del Sud degli attuali Stati Uniti d'America, focalizzata in particolare sulla vita di Thomas Sutpen.

## Trama
Assalonne, Assalonne! riprende la saga familiare dei Sutpen, narrata in toni da epopea che assumono via via le suggestioni della leggenda. Il capostipite, di cui si narra l'ascesa e la caduta, è Thomas Sutpen, uomo bianco nato in povertà nella Virginia Occidentale che si trasferisce nel Mississippi con gli obiettivi complementari di ottenere forti guadagni e benessere e diventare, da perfetto sconosciuto, un potente patriarca di famiglia.

### Introduzione alle narrazioni
Il narratore di cornice è principalmente Quentin Compson, che si rivolge al suo compagno di stanza all'Università di Harvard, Shreve, il quale spesso contribuisce alla narrazione con suggerimenti e congetture. Il resoconto della storia di Sutpen, dunque, procede interamente per via di flashback. Il nucleo del racconto di Compson viene via via reinterpretato dai due amici ed è costituito a sua volta dalle narrazioni di Rosa Coldfield, interpolate da sue lunghe digressioni e peraltro fondate su una memoria parziale dei fatti, e dal racconto del padre di Quentin e del nonno di questi, che era amico dei Sutpen.

In ogni rivisitazione, il lettore apprende ulteriori dettagli e sfaccettature della storia; elemento narrativo che complica una tale stratificazione di narratori e interpretazioni non è soltanto che gli eventi della storia vengano ripresi senza rispettare un ordine cronologico e con dettagli diversi a seconda del narratore, ma anche che la pletora di interpretazioni e speculazioni soggettive dei personaggi vengano invece presentate come fatti oggettivi. Lo stile narrativo ricorda molto quello de La coscienza di Zeno, tanto che in ultimo il lettore è più sicuro delle attitudini e dei giudizi, eventualmente anche dei pregiudizi, di chi narra, che della storia stessa.

### La vicenda
Thomas Sutpen arriva a Jefferson, Mississippi con alcuni schiavi e un architetto francese costretto a lavorare per lui. Sutpen riesce, con l'inganno, ad ottenere cento miglia quadrate di terra da una tribù di nativi americani locali e inizia immediatamente a costruirvi una grande piantagione quindi chiamata "Sutpen's Hundred", che comprende anche una villa la cui opulenza è tesa ad ostentare la sua ricchezza. Per esaudire le sue ambizioni, Sutpen ritiene a questo punto che sia necessaria una moglie che gli dia un figlio maschio come erede: riesce così ad ingraziarsi un mercante locale e ne sposa la figlia, Ellen Coldfield. Ellen dà alla luce due bambini: Henry e Judith.
Henry frequenta l'Università del Mississippi e vi incontra Charles Bon, compagno di studi che ha dieci anni più di lui. Henry conduce a casa propria per Natale Charles e questi, durante la permanenza, si innamora di Judith. I due sembrano serenamente avviati al fidanzamento, tuttavia Thomas Sutpen si rende conto che Charles è il figlio da lui avuto da un precedente matrimonio e si affretta a impedire l'unione.

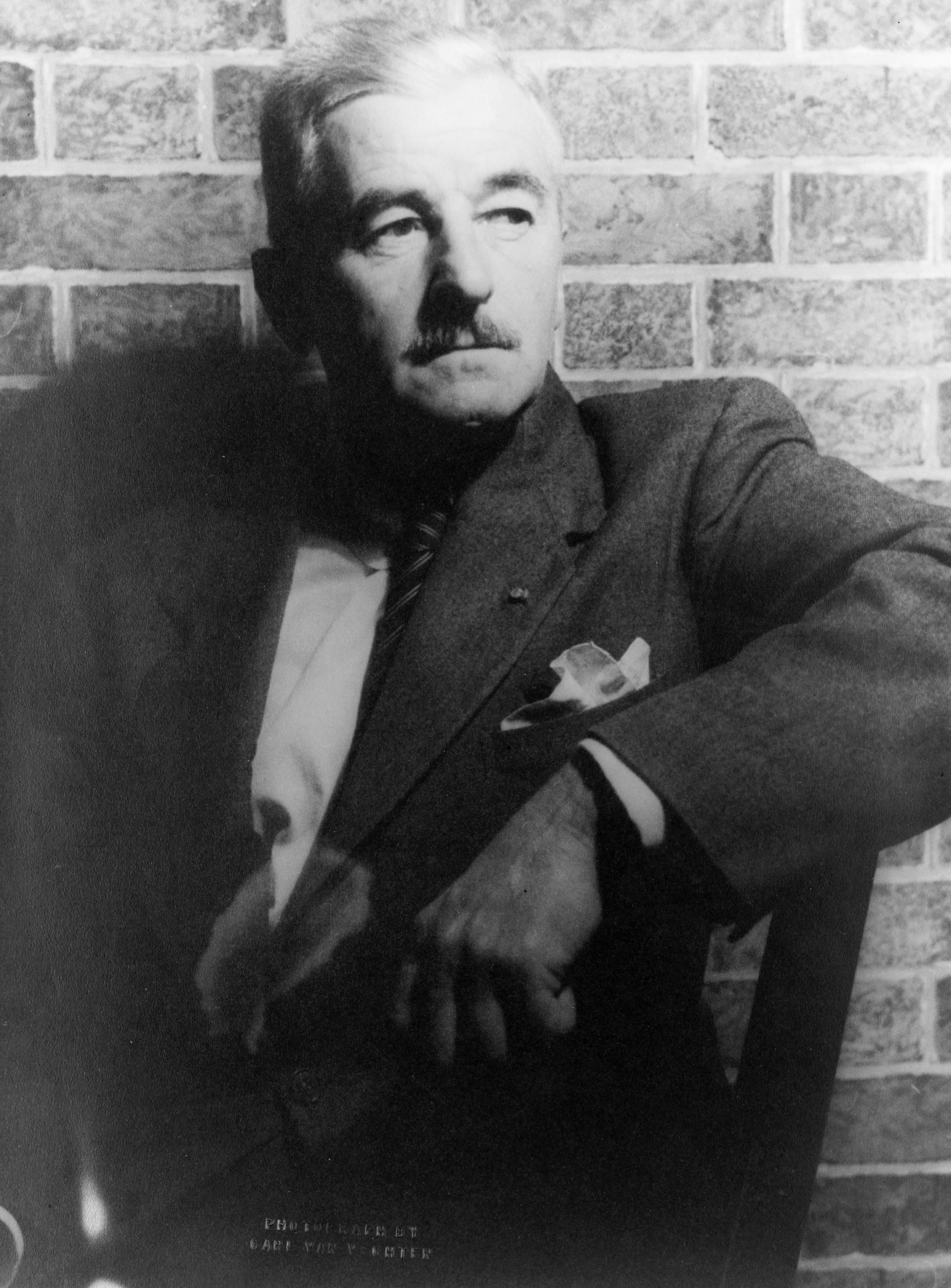
William Faulkner nel 1954

Sutpen aveva infatti lavorato in una piantagione nelle Indie occidentali francesi come sorvegliante e, dopo avervi domato una rivolta di schiavi, gli era stata offerta la mano della figlia del proprietario, Eulalia Bon. Costei gli aveva dato un figlio, Charles. Quando però, dopo la nascita del bambino, Sutpen aveva scoperto che Eulalia era meticcia e di essere stato ingannato, aveva considerato nullo il matrimonio e aveva ripudiato la moglie e il figlio, abbandonando la piantagione e tuttavia lasciando quest'ultima ai due quale sorta di ricompensa morale.
 
Il lettore apprende anche altri particolari del periodo giovanile di Sutpen, nel quale gli si era radicata la convinzione che il principio fondante della società fosse il denaro e che da esso dipendesse il valore dell'uomo; in tale periodo era maturato anche il proposito di Sutpen di creare la propria dinastia.
Quando Sutpen rivela ad Henry che Charles è il loro fratellastro, per cui a Judith non è concesso di sposarlo, Henry si rifiuta di crederci, ripudia il proprio diritto di nascita e accompagna Charles a casa sua a New Orleans. Quindi tornano in Mississippi per arruolarsi nella loro compagnia universitaria, unendosi all'esercito confederato per combattere nella guerra civile. 

Durante la guerra, Henry lotta con la propria coscienza, con il probabile esito di accondiscendere al matrimonio del fratellastro e della sorella: come che sia, tale risoluzione cambia però quando Sutpen rivela a Henry che Charles è in parte nero. Finita la guerra, Henry sigilla in maniera definitiva la proibizione del padre rispetto al matrimonio dei due figli, uccidendo Charles alle porte della villa e poi auto-esiliandosi nella fuga.
Thomas Sutpen ritorna dalla guerra e comincia a rimettere in sesto la propria casa, le cui centinaia di miglia quadrate sono state razziate dai carpetbagger e devastate dalle ritorsioni dei nordisti; altrettanto cerca di fare quanto alla propria dinastia, proponendosi a Rosa Coldfield, la sorella minore della moglie morta (e più giovane dei figli di Thomas). La donna dapprima accetta ma, quando rimane offesa dalla richiesta di Sutpen di dargli un figlio prima che il matrimonio abbia luogo, lascia "Sutpen's Hundred".

Sutpen inizia quindi una relazione con Milly, la nipote quindicenne di Wash Jones. Questi, un "rifiuto bianco" della società sia bianca che di colore, rimasto civile durante la guerra, è una trista figura di "perdente", uno squatter roso dalla malaria, dalla miseria, dal malcontento, dalla furia di rivalsa, che vive in una stamberga entro i confini della piantagione di Thomas e gli fa da servo e da sorvegliante. Quando però Milly rimane incinta e dà alla luce una figlia, Sutpen ne resta terribilmente deluso, perché sulla nascita di un maschio riposava la sua ultima speranza dinastica. Egli dunque scaccia Milly e la bambina, sostenendo che non sono degne di dormire nelle stalle con il suo cavallo, che aveva invece appena partorito un maschio. Infuriato, Wash Jones uccide Sutpen, Milly e la neonata, ed infine viene ucciso mentre tenta di resistere all'arresto.
La narrazione della tensione all'eredità materiale, e insieme al retaggio, di Thomas Sutpen si conclude in tragedia. Quentin riconduce Rosa a "Sutpen's Hundred": la piantagione è apparentemente abbandonata ma vi trovano invece Henry Sutpen e Clytemnestra (Clytie), figlia che Thomas ha avuto da una schiava. Henry era tornato alla tenuta per morirvi e tre mesi dopo, quando Rosa torna con un medico per il nipote, Clytie li scambia per forze dell'ordine e provoca un incendio doloso che devasta la piantagione, uccidendo dunque se stessa insieme ad Henry. L'unico dei Sutpen superstite è Jim Bond, il nipote nero di Charles Bon, giovane con gravi handicap mentali, che rimane alla Sutpen's Hundred.

## Analisi

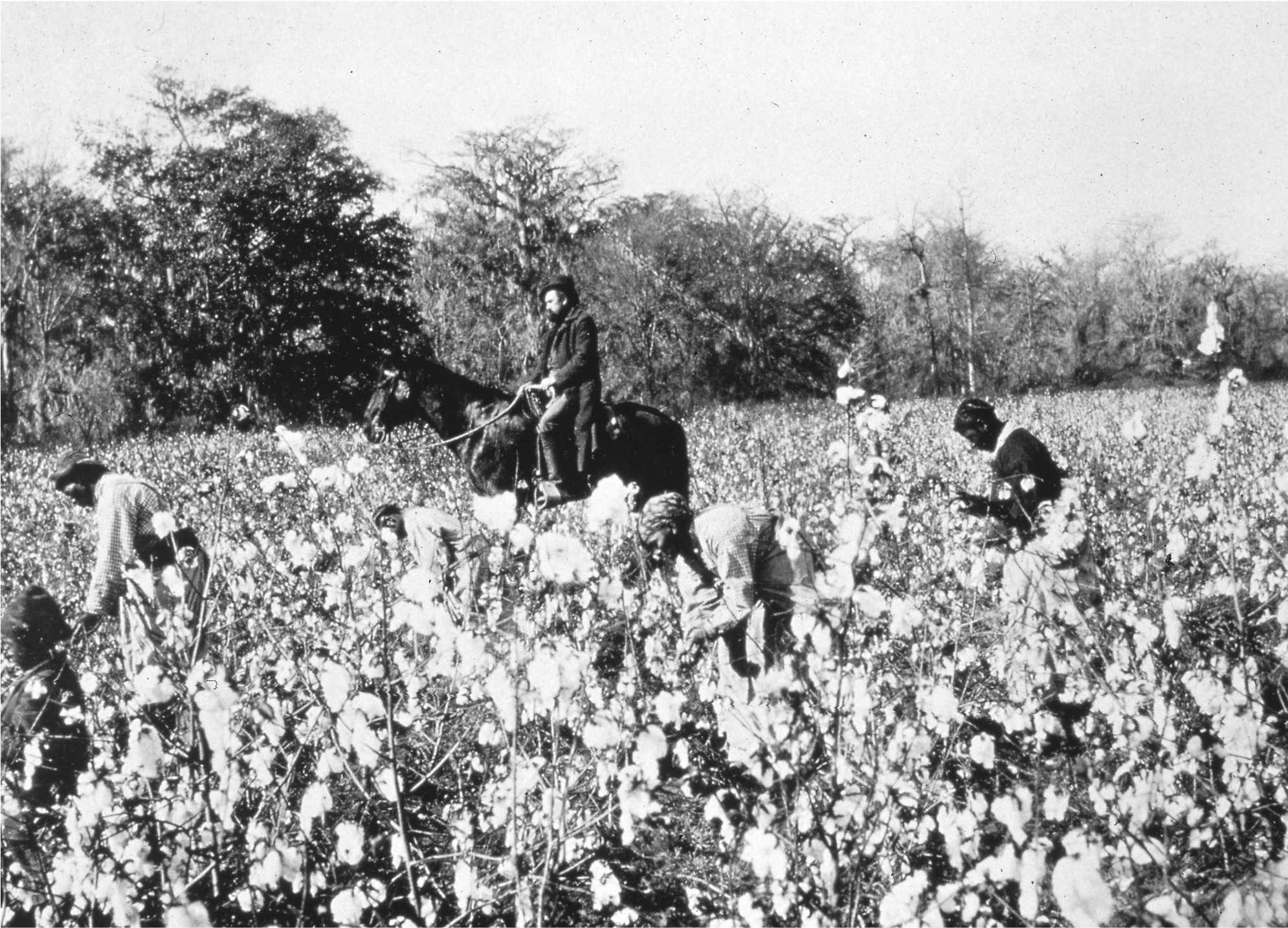
Classico tipo di piantagione negli Stati Confederati d'America, 1850.

Come altri romanzi di Faulkner, Absalom, Absalom! costituisce un'allegoria della storia degli stati sudisti: il titolo stesso è un'allusione alla storia biblica del re Davide e di Assalonne, il figlio ribelle che combatte l'impero costruito dal padre; la storia di Thomas Sutpen rispecchia l'ascesa e la caduta della cultura del Sud delle piantagioni; più particolarmente, i fallimenti di Sutpen riflettono le intrinseche, necessitanti debolezze di un Sud perso nei suoi ideali utopici. Rigidamente impegnato nel suo "progetto" di vita, per il quale non esita a compiere soprusi e violenze, Sutpen si dimostra riluttante a onorare il proprio matrimonio con una donna anche solo in parte nera, mettendo in moto la propria distruzione. Come nella stessa storia di Sutpen, il "razzismo imperante" si riveste di un significato metafisico tale da ergersi e prevalere anche su tabù ancestrali come l'incesto: e finisce per esser questa la stessa (rovinosa) eredità lasciata da Thomas.
Parlando di Assalonne, Assalonne!, Faulkner stesso infatti dichiarò che la maledizione sotto la quale il Sud si dibatteva era la schiavitù e che la maledizione personale di Thomas Sutpen era in realtà il suo orgoglioso e caparbio convincimento di poter fare a meno di sentirsi parte dell'umanità stessa intesa quale grande famiglia, una mentalità e uno stile di comportamento per i quali considerava Sutpen degno piuttosto di commiserazione: un individuo egocentrico, amorale, senza scrupoli, sì, ma non perverso o depravato come uno Iago in Otello o un Claggart in Billy Budd, tuttavia intrinsecamente votato alla rovina.
La struttura del romanzo è complessa e frammentata. Assalonne, Assalonne! giustappone fatti apparenti, supposizioni basate su informazioni e assolute speculazioni con l'implicazione che le ricostruzioni del passato rimangono irrecuperabili e quindi immaginarie. Faulkner ha però affermato che, sebbene nessuno dei narratori abbia avuto pienamente ragione, poiché nessun individuo può guardare la verità imparzialmente o integralmente ma solo una parte di essa o una sua fase, esiste tuttavia una verità oggettiva che il lettore avrebbe potuto alla fine conoscere considerando insieme tutte le narrazioni e tutte le sfaccettature. 
La maggior parte dei critici ha cercato di ricostruire tale verità dietro le narrazioni mutevoli, o di mostrare che una tale ricostruzione non può essere operata con certezza o anche di dimostrare che certe incongruenze fattuali e logiche non possono essere superate; nondimeno però alcuni dei critici hanno affermato che, essendo la verità narrata un ossimoro, se si considera invece la storia narrata sul piano del mito e dell'archetipo, questa costituisce una favola mitologica che lascia intravedere i livelli più profondi dell'inconscio, così da comprendere meglio le persone che da quel mito sono governate, ovvero soprattutto i Sudisti e lo stesso Quentin Compson.
Mediante le interpretazioni diverse di vari narratori, il romanzo rende lo Zeitgeist storico-culturale del Sud di Faulkner, in cui il passato è sempre presente e costantemente in stato di revisione da parte delle persone che raccontano, e raccontano la storia nel tempo; il romanzo esplora quindi anche il processo di creazione del mito e la messa in discussione della verità.
L'uso di Quentin Compson come personaggio principale (se non addirittura il fulcro) del romanzo lo rende una sorta di complemento del precedente lavoro di Faulkner L'urlo e il furore, che racconta la storia della Famiglia Compson, con Quentin come protagonista (o uno di essi). Sebbene non vi sia mai un esplicito riferimento ai fatti di quel romanzo, gli allusivi temi soggiacenti dell'ascesa e della caduta, del potenziale incesto, delle ossessioni familiari sono paralleli a quelli che condurranno Quentin e la signorina Rosa Coldfield ad assistere all'incendio dei Sutpen's Hundred.
In maniera più ancora stringente, proprio l'identità di Quentin con il personaggio de L'urlo e il furore può essere considerata il focus attraverso il quale interpretare il carattere, l'animo e le pulsioni del personaggio con cui egli si identifica nel racconto, Henry.

## Influenza e significato
- Assalonne, Assalonne!, insieme a L'urlo e il furore, è valso a Faulkner a vincere il premio Nobel per la letteratura per il 1949.[11] Nel 2009, una giuria lo ha definito il miglior romanzo del Sud di tutti i tempi.[12] Inoltre, è uno dei principali candidati per il titolo di GAN (Grande Romanzo Americano).[13]
- Il titolo si riferisce alla storia biblica di Assalonne, figlio di Davide che si ribellò al padre (allora re del regno di Israele) e fu ucciso dal generale di questi, Ioab, in violazione dell'ordine di Davide di risparmiarlo, causando così immenso dolore al padre.
- Il Guinness dei primati del 1983 stima che la frase più lunga della letteratura inglese, contenente 1.288 parole, appartenga ad Absalom, Absalom!.[14] La frase si trova nel capitolo 6: inizia con le parole "Proprio esattamente come il padre" e termina con "l'occhio non poteva vedere da nessun punto". Il passaggio è interamente in corsivo e incompleto.[15]
- La parte finale del testo di Distant Early Warning, singolo pubblicato dalla rock band canadese Rush, è la parola "Absalom" ripetuta tre volte. Il batterista Neil Peart, il paroliere della band, ha affermato di "amare il suono" del titolo del romanzo di Faulkner e che era stato ispirato a conoscere la storia biblica di Absalom dalla lettura del romanzo. Ha detto in seguito: "Poiché uno dei temi principali della canzone era la compassione, mi è venuto in mente che la storia biblica era utilizzabile".[16]